# العلاقات الأمريكية الأيرلندية
العلاقات الأمريكية الأيرلندية يُقصد بها العلاقة الثنائية التاريخية والحالية بين جمهورية أيرلندا والولايات المتحدة.
وفقًا لحكومتَي البلدين، العلاقة بينهما قائمة على قيَم وروابط متوارثة مشترَكة. إلى جانب ما بينهما من حوار منسق في الشؤون السياسية والاقتصادية، بينهما تبادلات رسمية في المجالين الطبي والتعليمي وغيرهما.
تنتهج أيرلندا سياسة حياد وعدم انحياز، فهي من ثَم ليست في الناتو، وإن شاركت في منظمة الشراكة من أجل السلام. ومع ذلك قدمت في عدة مواقف دعمًا ضمنيًّا لأمريكا وحلفائها.
جاء في تقرير القيادة العالمية أن 67% من الأيرلنديين أيدوا في 2012 قيادة باراك أوباما الأمريكية. كانت هذه رابع أعلى نسبة في الدول الأوروبية التي أجري فيها هذا الاستطلاع.

## تاريخها

### ما قبل الاستقلال الأيرلندي
بموجب قوانين الاتحاد لعام 1800، اتحدت أيرلندا في ذلك العام سياسيًّا مع بريطانيا، وقامت المملكة المتحدة لبريطانيا العظمى وأيرلندا. اتُّخذت كل القرارات الدبلوماسية الكبرى المتعلقة بأيرلندا في لندن. منذئذ حتى 1922 –حين انفصل 26 مقاطعة من المقاطعات الأيرلندية البالغة 32 لتشكيل الدولة الأيرلندية الحرة (التي صارت لاحقًا جمهورية أيرلندا)– كان يُضطلع في لندن بالشؤون الدبلوماسية الأمريكية الأيرلندية الرسمية.

#### الهجرة
كان الأيرلنديون الاسكتلنديون من أوائل مستوطني المستعمرات الثلاث عشرة، ولعبوا دورًا مهما في حرب الاستقلال، وكانوا من أوائل سائقي المواشي في أمريكا الشمالية. مارس للأيرلنديين نفوذهم داخل الولايات المتحدة، خصوصًا من خلال سياسات الحزب الديمقراطي. من 1820 إلى 1860 قدِم أمريكا مليونا أيرلندي، 75% منهم بعد مجاعة أيرلندا الكبرى التي كانت في 1845–1852. انضم أغلبهم إلى مدن الصفيح الأيرلندية السريعة التزايد في المدن الأمريكية. أضرت المجاعة برجال أيرلندا ونسائها على حد سواء، ولا سيما الأَفْقرُون أو الذين لا أراضي لهم. وغيرت البنية الأُسرية الأيرلندية، إذ قل عدد القادرين على الزواج وتربية أطفال، وهذا اضطر كثيرين منهم إلى العزوبة. ومن ثَم قلت عناية كثيرين منهم بالالتزامات الأسرية، واستسهلوا الهجرة إلى الولايات المتحدة في العقد اللاحق.

#### الفينيانيون
بعد الحرب الأهلية الأمريكية كانت السلطات الأمريكية مستاءة من دور بريطانيا في الحرب، فتجاهلت مؤامرة أخوية الفينيان، بل حاولت غزو كندا. فشلت الغارات الفينيانية، لكن السياسيين الأمريكيين الأيرلنديين (كانوا قوة متنامية في الحزب الديمقراطي) طالبوا باستقلالية أكبر لأيرلندا، وتبنّوا خطابًا مناهضًا لبريطانيا دُعي «لَوْي ذيل الأسد»، كان ركيزة لحملة انتخابية دعت إلى التصويت الأيرلندي.

#### دي فاليرا
وُلد إيمون دي فاليرا في نيويورك في 1882، وبرز في ثورة عيد الفصح وحرب الاستقلال الأيرلندية. أنقذته جنسيته الأمريكية من الإعدام تبعًا لدوره في الثورة.
صار رئيس مجلس أيرلندا (Dáil Éireann)، وفي مايو 1919 زار الولايات المتحدة بصفته تلك. كان للبعثة ثلاثة أهداف: طلب اعتراف رسمي بالجمهورية الأيرلندية، وطلب قرض لتمويل الحكومة (والجيش الجمهوري الأيرلندي من ثَم)، وضمان دعم الأمريكيين للجمهورية. امتدت زيارته من يونيو 1919 إلى ديسمبر 1920، ونجحت نجاحًا محدودًا. من النتائج السلبية لزيارته أن المنظمات الأمريكية الأيرلندية انقسمت بين مؤيدين لدي فاليرا ومعارضين. استطاع دي فاليرا الحصول على 5,500,000 دولار من المؤيدين الأمريكيين، وكان هذا يفوق جدًّا ما كان يتطلع إليه. خصص 500,000 دولار من ذلك المبلغ للحملة الرئاسية الأمريكية في 1920، فحصل بذلك على دعم شعبي أكبر. في 1921 قيل إنه قد أُنفق بالفعل 1,466,000 دولار، وليس واضحًا متى وصل صافي الرصيد إلى أيرلندا. لم يكن الاعتراف لائحًا في الأفق الدولي. واجه أيضًا صعوبات مع عدة قادة أمريكيين أيرلنديين، منهم جون ديفوي والقاضي دانيون كوهالن، اللذين استاءا من مركزه المهيمِن الذي حازه، مفضلَين الاحتفاظ بسيطرتهما على الشؤون الأيرلندية في الولايات المتحدة.

#### الحرب العالمية الأولى
في 1918 و1919 كان للبحرية الأمريكية خمس محطات جوية بحرية في أيرلندا، وهذا تحديدًا لحماية أيرلندا وجيرانها من عدوان غواصات الدول المحارِبة. كانت المحطات في كوينزتاون وويكسفورد وجزيرة ويدي وبيرهيفن ولُوك فويل.

## مقارنة بين البلدين
هذه مقارنة عامة ومرجعية للدولتين:
| وجه المقارنة                                              | الولايات المتحدة                                                                                                  | جمهورية أيرلندا                                       |
| --------------------------------------------------------- | --- | ----------------------------------------------------- |
| المساحة (كم2)                                             | 9.83 مليون | 70.27 ألف                                             |
| عدد السكان (نسمة)                                         | 311.58 مليون | 4.76 مليون                                            |
| الكثافة السكانية (ن./كم²)                                 | 31.7 | 67.74                                                 |
| العاصمة                                                   | واشنطن العاصمة | دبلن                                                  |
| اللغة الرسمية                                             | لغة إنجليزية | اللغة الأيرلندية، لغة إنجليزية، الإنجليزية الأيرلندية |
| العملة                                                    | دولار أمريكي | جنيه أيرلندي، يورو، عملات اليورو الأيرلندية           |
| الناتج المحلي الإجمالي (بليون دولار)                      | 19.39 تريليون | 333.73 مليار                                          |
| الناتج المحلي الإجمالي (تعادل القوة الشرائية) بليون دولار | 18.04 تريليون | 318.16 مليار                                          |
| الناتج المحلي الإجمالي الاسمي للفرد دولار أمريكي          | 56.12 ألف | 61.13 ألف                                             |
| الناتج المحلي الإجمالي للفرد دولار أمريكي                 | 54.63 ألف |                                                       |
| مؤشر التنمية البشرية                                      | 0.920 | 0.916                                                 |
| رمز المكالمات الدولي                                      | +1 | +353                                                  |
| رمز الإنترنت                                              | .us، Gov.، .mil، Edu.                                                                                             | .ie                                                   |
| المنطقة الزمنية                                           | توقيت ساموا الأمريكية، توقيت أطلنطي موحد، منطقة زمنية وسطى، توقيت ألاسكا ‏، المنطقة الزمنية الجبلية، توقيت تشامرو ‏ | 00، ت ع م+01:00، أوروبا/دبلن ‏                         |

## مدن متوأمة
في ما يلي قائمة باتفاقيات التوأمة بين مدن أمريكية وأيرلندية:
- ترتبط ميرتل بيتش مع كيلارني [الإنجليزية]‏ باتفاقية توأمة.
- ترتبط مورغان هيل مع Headford [الإنجليزية]‏ باتفاقية توأمة.
- ترتبط سانت لويس مع غالواي باتفاقية توأمة منذ 1960.
- ترتبط سانتا باربارا مع Dingle [الإنجليزية]‏ باتفاقية توأمة منذ 29 أغسطس 1992.
- ترتبط ليك تشارلز مع كوف باتفاقية توأمة منذ 6 سبتمبر 1991.
- ترتبط سبوكين مع ليمريك باتفاقية توأمة منذ 1990.[27][27][27][27]
- ترتبط أوماها مع ناس باتفاقية توأمة منذ 1992.
- ترتبط نيو برونزويك مع ليمريك باتفاقية توأمة.
- ترتبط روتشستر مع وترفورد باتفاقية توأمة منذ 1964.
- ترتبط تالاهاسي مع سلايغو باتفاقية توأمة.
- ترتبط سياتل مع غالواي باتفاقية توأمة منذ 1973.[28][29][30][31]
- ترتبط كليفلاند مع مقاطعة مايو باتفاقية توأمة منذ 1975.
- ترتبط نايلز مع Leixlip [الإنجليزية]‏ باتفاقية توأمة.
- ترتبط سان خوسيه مع دبلن باتفاقية توأمة.
- ترتبط نيوبورت مع Kinsale [الإنجليزية]‏ باتفاقية توأمة.
- ترتبط بيوريا مع كلونمل [الإنجليزية]‏ باتفاقية توأمة.
- ترتبط سان فرانسيسكو مع كورك باتفاقية توأمة منذ 1970.
- ترتبط إيري مع دونغارفن [الإنجليزية]‏ باتفاقية توأمة.
- ترتبط كوبر سيتي مع كيلارني [الإنجليزية]‏ باتفاقية توأمة.
- ترتبط ميلواكي مع غالواي باتفاقية توأمة منذ 1997.
- ترتبط دوبلين مع Bray, County Wicklow [الإنجليزية]‏ باتفاقية توأمة.
- ترتبط شيكاغو مع غالواي باتفاقية توأمة منذ 1985.[32][32][32][32]
- ترتبط بروكتون مع غالواي باتفاقية توأمة.
- ترتبط فينيكس مع Ennis [الإنجليزية]‏ باتفاقية توأمة منذ 1979.
- ترتبط أنابولس مع ويكسفورد باتفاقية توأمة.

## منظمات دولية مشتركة
يشترك البلدان في عضوية مجموعة من المنظمات الدولية، منها:
| علم المنظمة | اسم المنظمة                               | تاريخ انضمام الولايات المتحدة | تاريخ انضمام جمهورية أيرلندا |
| ----------- | ----------------------------------------- | ----------------------------- | ---------------------------- |
|             | الوكالة الدولية للطاقة                    | ?                             | ?                            |
|             | منظمة حظر الأسلحة الكيميائية              | ?                             | ?                            |
|             | بنك التنمية الآسيوي                       | 1966                          | 2006                         |
|             | الاتحاد الدولي للاتصالات                  | 1 يوليو 1908                  | 8 ديسمبر 1923                |
|             | منظمة الشرطة الجنائية الدولية             | ?                             | ?                            |
|             | المركز الدولي لتسوية المنازعات الاستشارية | 14 أكتوبر 1966                | 7 مايو 1981                  |
|             | منظمة الأمن والتعاون في أوروبا            | 25 يونيو 1973                 | 25 يونيو 1973                |
|             | مؤسسة التنمية الدولية                     | 24 سبتمبر 1960                | 22 ديسمبر 1960               |
|             | الأمم المتحدة                             | 24 أكتوبر 1945                | 14 ديسمبر 1955               |
|             | مجموعة الموردين النوويين                  | ?                             | ?                            |
|             | البنك الدولي للإنشاء والتعمير             | 27 ديسمبر 1945                | 8 أغسطس 1957                 |
|             | مؤسسة التمويل الدولية                     | 20 يوليو 1956                 | 11 سبتمبر 1958               |
|             | مجموعة أستراليا                           | 1985                          | 1985                         |
|             | الاتحاد البريدي العالمي                   | ?                             | ?                            |
|             | المنظمة الهيدروغرافية الدولية             | ?                             | ?                            |
|             | منظمة التعاون الاقتصادي والتنمية          | ?                             | ?                            |
|             | الفريق المعني برصد الأرض                  | ?                             | ?                            |
|             | وكالة ضمان الاستثمار متعدد الأطراف        | 12 أبريل 1988                 | 27 أكتوبر 1989               |
|             | منظمة التجارة العالمية                    | ?                             | ?                            |
|             | نظام تحكم تكنولوجيا القذائف               | 1987                          | 1992                         |
|             | يونسكو                                    | 4 نوفمبر 1946                 | 3 أكتوبر 1961                |

## أعلام
هذه قائمة لبعض الشخصيات التي تربطها علاقات بالبلدين:
- ألفريد هتشكوك (منتج ومخرج إنكليزي، 13 أغسطس 1899[45][46][47] – 29 أبريل 1980[45][46][47])
- باراك أوباما (الرئيس الرابع والأربعون للولايات المتحدة الأمريكية، 4 أغسطس 1961[48][49][50] – )
- برادلي كوبر (ممثل ومنتج افلام أمريكي، 5 يناير 1975[51][52] – )
- بيل كلينتون (رئيس الولايات المتحدة الأمريكية الثاني والأربعون، 19 أغسطس 1946[53][54][55] – )
- جورج دبليو بوش (رئيس الولايات المتحدة الثالث والاربعون، 6 يوليو 1946[56][57] – )
- جون كينيدي (الرئيس الخامس والثلاثين للولايات المتحدة، 29 مايو 1917[58][59][60] – 22 نوفمبر 1963[58][59][60])
- جيرالد فورد (سياسي من الولايات المتحدة الأمريكية، 14 يوليو 1913[61][62][63] – 26 ديسمبر 2006[61][62][63])
- جيرمي رينر (ممثل أمريكي، 7 يناير 1971[64] – )
- روبن ويليامز (21 يوليو 1951[65][66][67] – 11 أغسطس 2014[65][66][68])
- رونالد ريغان (سياسي أمريكي، 6 فبراير 1911[69][70][71] – 5 يونيو 2004[69][70][71])
- ريتشارد نيكسون (رئيس أمريكي سابق، 9 يناير 1913[72][73][74] – 22 أبريل 1994[72][73][74])
- مارتن لوثر كينغ الابن (زعيم أمريكي من أصول أفريقية ومن المناضلين لحركة التمييز العنصري، 15 يناير 1929[75][76][77] – 4 أبريل 1968[75][76][78])
- نيل آرمسترونغ (رائد فضاء أمريكي، 5 أغسطس 1930[79][80][81] – 25 أغسطس 2012[79][80][81])
- هنري فورد (سياسي أمريكي، 30 يوليو 1863[82][83][84] – 7 أبريل 1947[82][83][84])
- والت ديزني (رجل أعمال ومنتج ومخرج وسينارست وأخصائي رسوم متحركة أمريكي، 5 ديسمبر 1901[85][86][87] – 15 ديسمبر 1966[85][86][87])

## وصلات خارجية
- موقع وزارة الخارجية الأمريكية